# Paul Mitchell (Politiker)

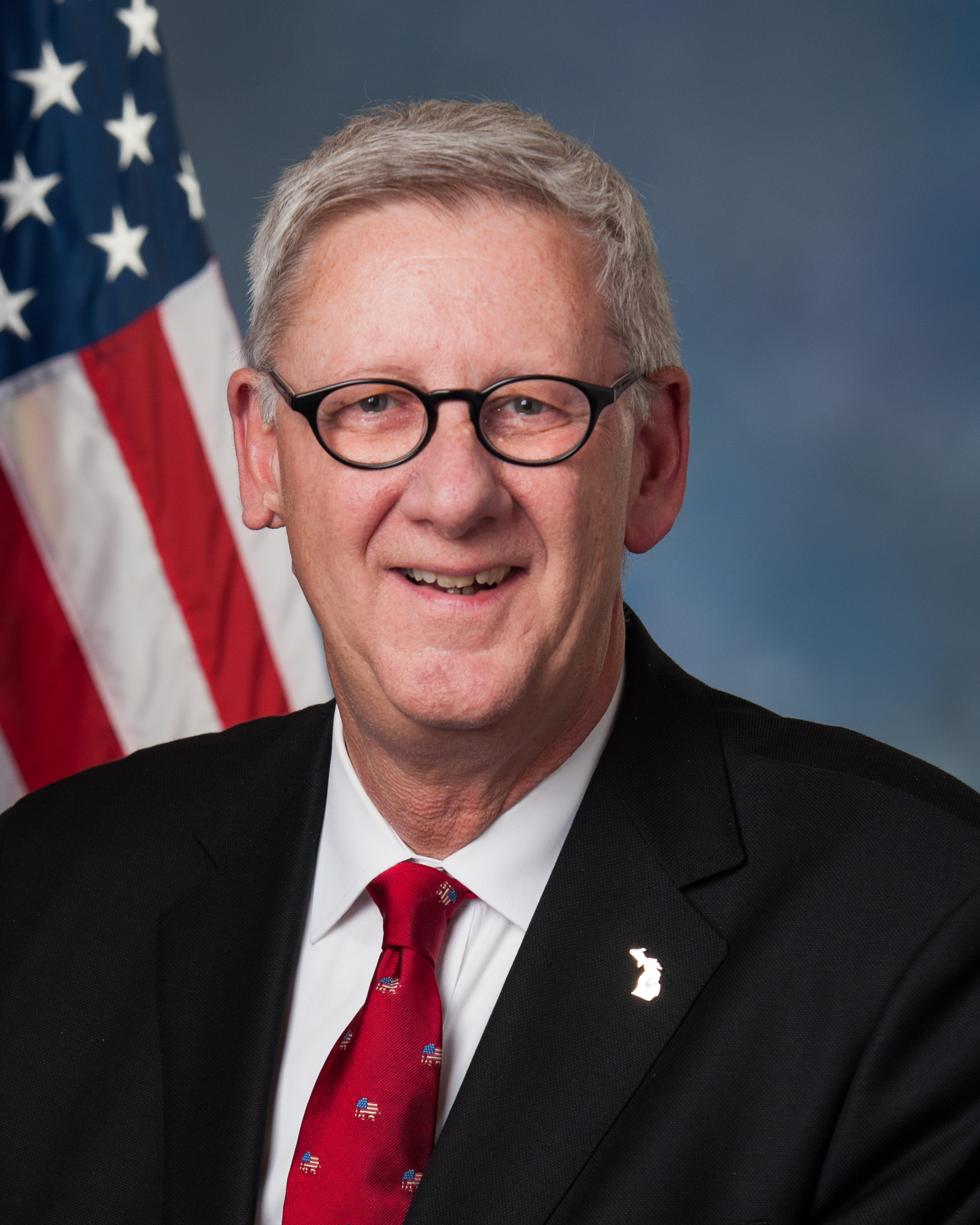
Paul Mitchell (2016)

Paul Mitchell (* 14. November 1956 in Boston, Massachusetts; † 15. August 2021 in Dryden Township, Lapeer County, Michigan) war ein US-amerikanischer Politiker (Republikanische Partei). Er vertrat von 2017 bis 2021 den Bundesstaat Michigan im US-Repräsentantenhaus.

## Werdegang
Paul Mitchell wuchs in Waterford im Oakland County auf. Zwischen 1974 und 1978 studierte er an der Michigan State University. Zwischen 1985 und 2012 war er in führenden Funktionen bei der Firma Ross Education, Limited Liability Company tätig. Seit 2011 war er deren Vorstandsvorsitzender. Er war verheiratet und hatte sechs Kinder. Privat lebte er im Saginaw County.
Politisch schloss Mitchell sich der Republikanischen Partei an. Im Jahr 2014 kandidierte er erfolglos in den Vorwahlen seiner Partei für eine Nominierung für die damaligen Kongresswahlen. Bei den Kongresswahlen des Jahres 2016 wurde er dann im zehnten Wahlbezirk von Michigan gegen den Demokraten Frank Accavitti in das US-Repräsentantenhaus in Washington, D.C. gewählt, wo er am 3. Januar 2017 die Nachfolge von Candice Miller antrat, die nicht mehr kandidiert hatte. Bereits 2019 kündigte er an, bei den Kongresswahlen im November 2020 nicht mehr anzutreten. Am 14. Dezember 2020 erklärte Mitchell seinen Austritt aus der Republikanischen Partei. Er begründete dies mit den Versuchen von Republikanern, das Ergebnis der Präsidentenwahl 2020 umschreiben zu wollen. Er schied im Januar 2021 als parteiloser Abgeordneter aus dem Kongress aus.
Mitchell starb acht Monate später, im Alter von 64 Jahren, an Krebs.